# Золотой колокол
Премия «Золотой колокол» (кит. трад. 金鐘獎, пиньинь Jīnzhōngjiǎng) — ежегодная тайваньская премия в области телевизионного и радиопроизводства, которая вручается в октябре или ноябре каждого года Бюро по развитию аудиовизуальной и музыкальной индустрии, подразделением Министерства культуры Тайваня. Это первая премия в области радио- и телепроизводства на китайском языке, основанная в 1965 году и являющаяся эквивалентом премии «Эмми» в Тайване. Она также является одной из трёх главных ежегодных наград в области развлечений и культуры, наряду с премией «Золотая мелодия» за музыкальные достижения и Фестивалем и премией «Золотая лошадь» за достижения в области кинематографа. До 2011 года вручение премии осуществлялось Правительственным информационным бюро.
В настоящее время на отдельных церемониях представлены два основных направления: «Золотой колокол» за телевизионные достижения (кит. трад. 電視金鐘獎) и «Золотой колокол» за радиовещание (кит. трад. 廣播金鐘獎).

## История
В первые годы вручения наград, внимание было сосредоточено исключительно на новостных программах, музыкальных шоу и рекламных роликах. Однако спустя пять лет в программу также были включены телевизионные программы. Первые выпуски церемонии награждения «Золотой колокол» включали номинации «Программы, ориентированные на материковый Китай».

### История
- 1965 год — премия учреждена Правительственным информационным бюро[англ.].
- 1968 год — передана Совету по делам культуры.
- 1975 год — Совет по делам культуры закрыт, передача полномочий Правительственному информационному бюро.
- 1980 год — Правительственному информационному бюро поставлена цель привлечь иностранных экспертов в области телевидения, искусства и культуры.
- 1981 год — с этого года церемонии награждения начали транслироваться по телевидению, внесены значительные изменения для увеличения зрительской аудитории.
- 1982 год — добавлены две новые номинации: «Академическая теория» и «Технологии видеопроизводства».
- 1984 год — перед церемонией награждения проводился коктейль-вечер для номинантов и их семей. В этом году акцент был сделан на том, что если ты номинант , то уже являешься победителем.
- 1993–1999 годы — награды были разделены на две отдельные церемонии: одна для телевизионных программ, другая для радиопрограмм, которые проводились в разные годы (например, ТВ в 1993 году, радио в 1994 году и т.д.). С 2000 года обе церемонии проводятся ежегодно.
- 1995–1999 годы — Ассоциация радио и телевидения Китайской Республики, Телевизионное общество Китайской Республики, Фонд развития и радио- и телевещательные станции совместно организовали церемонию. Впервые широкая публика получила возможность участвовать в награждении.
- 2000–2003 годы — функции организатора переданы Фонду развития вещания. В 2004 году Правительственное информационное бюро вновь взяло на себя контроль над церемонией.
- 2007–2008 годы — Правительственное информационное бюро использовало тему «Студенческое объединение» для церемонии. Были приглашены представители трёх поколений телевизионного вещания.
- 2011 год — 46-я церемония вручения премии «Золотой колокол»[англ.] впервые транслировалась в формате Full HD, а также было выпущено приложение для смартфонов и планшетов, позволяющее смотреть церемонию. Тема церемонии — слияние мобильных сетей, интернета и телевизионного вещания[1][3].
- 2022 год — 57-я церемония вручения премии «Золотой колокол»[англ.] была разделена на две части: одна для телевизионных шоу, другая для сериалов. Также были добавлены четыре технические номинации: «Лучший дизайн костюмов для драматического сериала», «Лучшие визуальные эффекты для драматического сериала», «Лучший саундтрек для драматического сериала» и «Лучшая тематическая песня». На 57-й церемонии также были введены награды для онлайн-голосования зрителей, которые могли выбрать победителей в номинациях «Самый популярный сериал» и «Самое популярное развлекательное шоу»[4][5].

## Публичный образ
Некоторые критики утверждали, что голосование девяти человек при выборе лауреатов премии «Золотой колокол» несправедливо и предвзято, так как считают этот выбор субъективным, зависящим от личных предпочтений судей. Также общественность выразила недовольство некоторыми судьями, сомневаясь в их профессиональной компетентности в области телевизионной индустрии.

## Категории

### Премия «Золотой колокол» в области телевизионного вещания

#### Категории телевидения

##### Программные номинации
- Лучший телесериал
- Лучший мини-сериал
- Лучший телефильм

##### Индивидуальные номинации
- Лучший режиссёр телесериала
- Лучший сценарий телесериала
- Лучшая мужская роль в телесериале
- Лучшая женская роль в телесериале
- Лучшая мужская роль второго плана в телесериале
- Лучшая женская роль второго плана в телесериале
- Лучший дебют в телесериале
- Лучший режиссёр мини-сериала или телефильма
- Лучший сценарий мини-сериала или телефильма
- Лучшая мужская роль в мини-сериале или телефильме
- Лучшая женская роль в мини-сериале или телефильме
- Лучшая мужская роль второго плана в мини-сериале или телефильме
- Лучшая женская роль второго плана в мини-сериале или телефильме
- Лучший дебют в мини-сериале или телефильме

##### Технические номинации
- Лучшая операторская работа в телесериале
- Лучший монтаж в телесериале
- Лучшее световое оформление в телесериале
- Лучший звук в телесериале
- Лучший художественный дизайн в телесериале
- Лучший дизайн костюмов в телесериале
- Лучшие визуальные эффекты в телесериале
- Лучшая музыка к телесериалу
- Лучшая музыкальная тема в телесериале

##### Прочие награды
- Награда за особый вклад
- Награда за креативность телесериала
- Награда за популярность телесериала

#### Категории развлекательных шоу

##### Программные номинации
- Лучшее развлекательное шоу
- Лучшее реалити- или игровое шоу
- Лучшая шоу о стиле жизни
- Лучшая документальная программа о естественных науках (自然科學紀實節目獎)
- Лучшая документальная программа о гуманитарных науках (人文紀實節目)
- Лучшая детская программа (兒童節目獎)
- Лучшая молодёжная программа (少年節目獎)
- Лучшее анимационное шоу (動畫節目獎)

##### Индивидуальные номинации
- Лучший ведущий развлекательного шоу
- Лучший ведущий реалити- или игрового шоу
- Лучший ведущий шоу о стиле жизни
- Лучший ведущий документальной программы о естественных и гуманитарных науках (自然科學及人文紀實節目主持人獎)
- Лучший ведущий детской и молодёжной программы (兒童少年節目主持人獎)

##### Технические номинации
- Лучший режиссура телешоу (一般節目類導演獎)
- Лучший телевизионный режиссёр (一般節目類導播獎)
- Лучшая операторская работа в телешоу (一般節目類攝影獎)
- Лучший монтаж телешоу (一般節目類剪輯獎)
- Лучший звук телешоу (一般節目類聲音設計獎)
- Лучшее световое оформление телешоу (一般節目類燈光獎)
- Лучший художественный дизайн телешоу (一般節目類美術設計獎)

##### Прочие награды
- Награда за особый вклад
- Награда за креативность телесериала
- Награда за популярность развлекательного шоу

### Премия «Золотой колокол» в области радиовещания

#### Программные номинации
- Лучшая радиопрограмма про популярную музыку
- Лучшая жанровая музыкальная радиопрограмма
- Лучшая образовательная и культурная радиопрограмма
- Лучшая детская радиопрограмма
- Лучшая комплексная радиопрограмма
- Лучшая радиопрограмма социальной помощи
- Лучшая радиопрограмма о культуре и искусстве
- Лучшая радио-драма
- Лучшая молодёжная радиопрограмма
- Лучшая общественная радиопрограмма

#### Рекламные номинации
- Лучшая продаваемая реклама
- Лучшая реклама
- Лучшая маркетинговая программа (節目行銷獎)
- Лучшая рекламная компания (頻道廣告獎)
- Исследования и разработки
- Инновации в радио-маркетинге

#### Индивидуальные номинации
- Лучший диджей
- Лучшие ведущие жанровой музыкальной радиопрограммы (類型音樂節目主持人獎)
- Лучшие ведущие образовательной и культурной радиопрограммы
- Лучший ведущий детской радиопрограммы
- Лучший ведущий радиопрограммы социальной помощи
- Лучший ведущий радиопрограммы о культуре и искусстве
- Лучший ведущий комплексной радиопрограммы
- Лучший ведущий общественной радиопрограммы
- Награда за планирование и подготовку
- Награда за звук